# تریبوکیوتسی
تریبوکیوتسی (به لاتین: Trybukhivtsi) یک روستا در اوکراین است که در استان ترنوپیل واقع شده‌است.

## خصوصیات
تریبوکیوتسی ۷٫۹ کیلومترمربع مساحت و ۴٬۳۰۸ نفر جمعیت دارد.